# 生欽·洛桑班丹群培
生欽·洛桑班丹群培（藏語：སེང་ཆེན་བློ་བཟང་དཔལ་ལྡན་ཆོས་འཕེལ།，威利转写：seng chen blo bzang dpal ldan chos 'phel，—1887年6月），藏传佛教格鲁派第四世生钦活佛。
他生於日喀則附近的重孜（現今中國西藏自治區日喀則市江孜縣重孜鄉），與重孜貴族帕拉家族是姻親。他是重孜寺（也有說是扎什倫布寺）阿巴扎倉（密宗扎倉）的堪布，1881年擔任第六世班禪喇嘛的攝政。:264由於他違反禁止與外國人私自來往的規定，1882年接待了來訪的英屬印度藏學家薩拉特·錢德拉·達斯，1887年6月，他被投入雅魯藏布江溺殺，並被第十三世达赖喇嘛禁止轉世，寺產被沒收，徒眾逃散。